# 弹劾

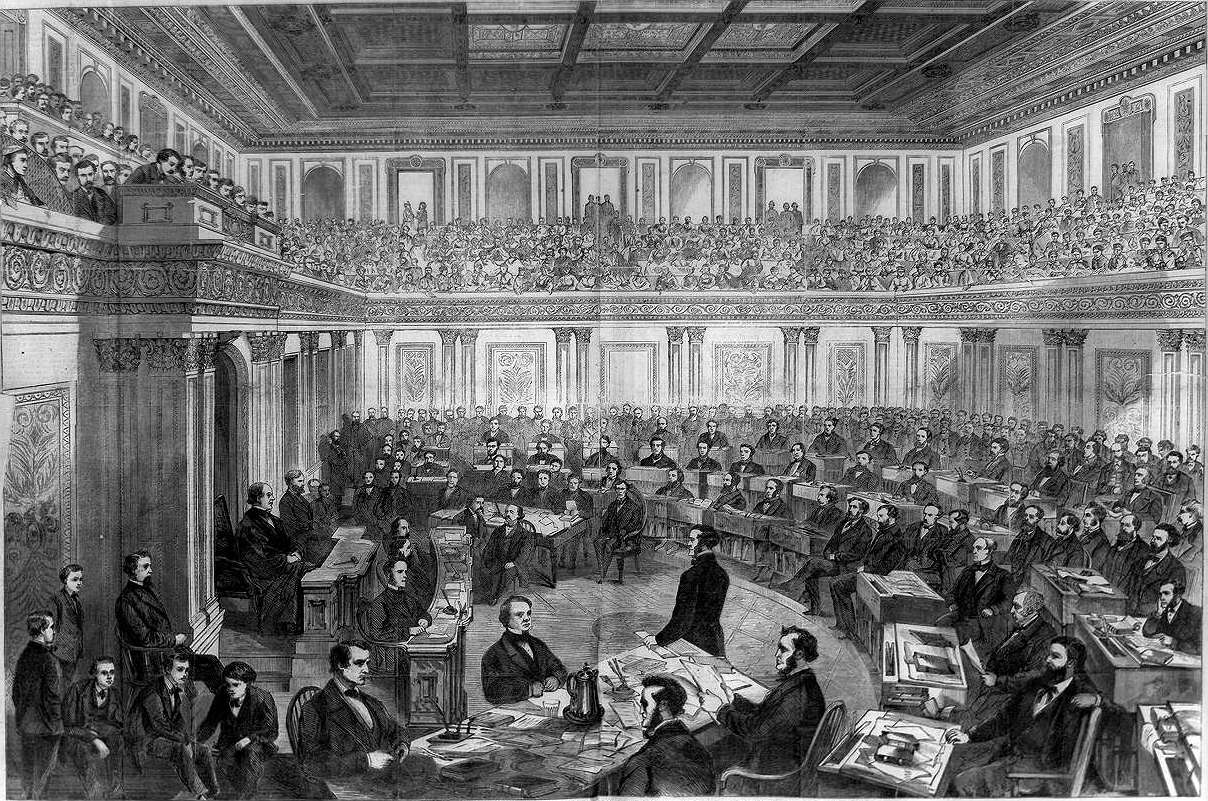
1868年針对美國總統安德鲁·约翰逊进行的彈劾審判

彈劾指各國政府中監察機關對違法失職的行政機關、官吏僚屬作糾察、舉發以使其受到處分、懲罰的程序，常見於中國古代行政監察制度的御史臺、都察院，日本律令制的彈正台、江戶幕府的目付及大目付，朝鮮王朝的司憲府，又稱為「糾參」、「糾劾」、「參劾」。
近現代意義的彈劾指憲政主義架構下根據憲法的規定，民意機構、監察機關在特殊情況下可以不經行政機構同意就可以取消政府的行政職能，彈劾是這項行動中的第一個階段。世界上很多擁有憲法的國家或地区可以進行彈劾，比如美國、巴西、阿根廷、俄羅斯、菲律賓、愛爾蘭、大韓民國、中華民國、法國、德國、第三帝國、波蘭、土耳其等地，主要應用於總統制或半總統制的國家。
彈劾的英文來自拉丁語，是被捉住的意思。這個詞也與現代法語中的動詞和現代英語中的類似，意為「阻止」。中世紀以來常認為該詞源於拉丁文中的（攻擊），但這是錯誤的。一詞在法律界更常用於場合，即對證人的誠實可信提出質疑。
大多數國家的憲法對於投票結果要求也非常高，一般是壓倒性多數（三分之二多数，66%以上）才有可能得以通過。所以彈劾案成案並且能取得共識通過，通常是很少見，彈劾實際上只是法律上的指控，相當於刑法中的起訴，但具備政治性質。被彈劾成功的政府官員雖然被停權，但也還不會馬上下台，之後交付專責機構審理，來決定是否對彈劾的的指控定罪。
遭到彈劾並下台的官員，可能會被剝奪全部或部分的卸任禮遇或退休福利等。

## 各地情况

### 美国
在美國，彈劾可在聯邦一級或州一級發生。在聯邦一級，行政與司法機構的成員均可被彈劾，但彈劾標準不同。在行政機構中，只有被懷疑有「叛國、受賄，或其它針對國家的犯罪行為」的人才能被彈劾。此處叛國與受賄的意思是明確的，但美國憲法並未指明何為「針對國家的犯罪行為」（high crime）。一些評論員據此認為，國會有權自行確定哪些犯罪行為是可導致彈劾的。
在司法機構中，彈劾的範圍要寬得多。美國憲法第三條規定法官在「行為良好」時可繼續任職，也即國會可以行為不當為由免除法官的職務。
彈劾適用「美國的文官」（civil officers of the United States）。眾議院必須以簡單多數通過彈劾條款（articles of impeachment，所有50個州的立法機構以及哥倫比亞特區議會（city council）也可以針對同級行政機構通過彈劾條款）。彈劾條款中包含了正式的指控內容，一旦通過，就稱被告「正被彈劾」（impeached）。
隨後，由參議院對被告進行審判。憲法規定彈劾案對象為美國總統，審判由首席大法官主持，若副總統（兼任參議院議長）或其他官員則參議院臨時議長來主持，彈劾審判依憲法第1條第3款第5項規定是參議員專屬職權，副總統即便兼參院議長也不能置换。所以2021年参议院针对已卸任川普的弹劾，是由參院臨時議長主持弹劾审判。
如出席的參議員中有三分之二的多數認定被告有罪，則判定其有罪。如果被告正在任職，則被判有罪後即自動被解職。在判定有罪之後，參議院可以投票決定是否還禁止被告今後再次擔任聯邦職位（包括選舉及任命的職位）。按照宪法明确规定：弹劾只针对在任总统、副总统和文职人员，所以彈劾在被告離職後不可進行。如果出席的參議員中認定被告有罪的票數不足三分之二，則認定被告無罪，對其不作處罰。
國會一般將彈劾作為僅在極端情況下行使的一種特殊權力。自從1789年以來，眾議院僅啟動過63次彈劾程序（最近的一次是針對國土安全部部長亞歷杭德羅·馬約爾卡斯（Alejandro Mayorkas）彈劾案），遭到過彈劾指控的聯邦官員僅有以下18名：
- 最高法院大法官（Associate Justice）塞缪尔·蔡斯（Samuel Chase），在1804年被彈劾。
- 總統
  - 安德鲁·詹森於1868年被彈劾。在參議院的投票中，他以一票之差被宣告無罪。
  - 比尔·克林顿於1998年12月19日被眾議院彈劾，指控其於醜聞中對大陪審團作偽證（以228：206票通過）、妨礙司法公正（以221：212票通過）。另兩項彈劾指控未能通過，包括在瓊斯性侵案中的另一項偽證指控（以205：229票被否決）和一項濫用職權的指控（以148：285票被否決）。參議院認定其無罪（偽證罪以45：55票被否決，妨礙司法公正罪以50：50票被否決）。
  - 唐納·川普於2019年12月18日被眾議院彈劾，指控其利用烏克蘭進行濫權（以230：197票通過）、妨礙國會調查（以229：198票通過）。在參議院的投票中，其利用烏克蘭進行濫權支持票48、反对票52，妨礙國會調查支持票47、反对票53，支持票均未达三分之二，被宣告無罪。
  - 唐納·川普於2021年1月13日再次被眾議院彈劾，指控其煽動叛亂（以232：197票通過），川普也成為美國歷史上首位被彈劾兩次的總統。在參議院的投票中，支持票57，反对票43，支持票未达三分之二，被宣告無罪。
- 二名內閣官員
- 一名參議員
- 另外11名聯邦法官

許多人以為理查·尼克松曾被彈劾，但實際上並沒有。1974年7月，眾議院司法委員會以較大票數優勢通過了對他的彈劾指控，並將這些條款提交給眾議院，但尼克松在眾議院投票之前就辭職了。因為尼克松基本可以肯定，如果他不主動辭職的話，他會被眾議院通過彈劾並被參議院認定有罪，在參議院亦不獲超過三分之一的議員支持。尼克松的第一任副總統斯皮罗·阿格纽也在1973年被指涉以逃稅和洗錢罪，同樣在被彈劾表決之前就辭職了。
2009年，美國伊利諾伊州州長羅德·布拉戈耶維奇因貪污指控，遭州議會以絕對多數彈劾下台，是20年來首位被彈劾的州長。

### 英国

#### 程序
在英國，下議院可以提出彈劾，但一般是以不信任動議導致政府及內閣下台。

#### 現代政治中的彈劾
2006年，英國將軍休·迈克尔·罗斯爵士啟動彈劾議程，認為時任英國首相貝理雅由於錯誤帶領國家於2003年參與伊拉克戰爭，需要為此而負上責任。

### 中华人民共和国
《中华人民共和国宪法》规定全国人民代表大会作为最高国家权力机关，有权罢免国家主席、副主席、国务院总理、副总理、国家军委主席、军委副主席等国家领导人。1968年文化大革命期间，时任国家主席刘少奇被中共八届十二中全会撤销职务，该罢免案违反了当时宪法的规定。1980年的中共十一届五中全会宣布撤销该违宪决议。

#### 香港特別行政區
香港立法會可以根據香港基本法第七十三條（九）行使對行政長官之彈劾權利。

##### 程序
香港立法會全體議員的四分之一聯合動議，指控行政長官有嚴重違法或瀆職行為而不辭職，經立法會通過進行調查，立法會可委托由香港終審法院首席法官負責組成獨立的調查委員會，並擔任主席。調查委員會負責進行調查，並向立法會提出報告。如該調查委員會認為有足夠證據構成上述指控，立法會以全體議員三分之二多數通過，可提出彈劾案，但並不能直接使行政長官下台，而是報請中央人民政府（國務院）決定。

#### 澳門特別行政區
澳門立法會可以根據澳門基本法第七十一條（七）行使對行政長官之彈劾權利。

##### 程序
澳門立法會全體議員的三分之一聯合動議，指控行政長官有嚴重違法或瀆職行為而不辭職，經立法會通過決議，可委托終審法院院長負責組成獨立的調查委員會進行調查。調查委員會如認為有足夠證據構成上述指控，立法會以全體議員三分之二多數通過，可提出彈劾案，但並不能直接使行政長官下台，而是報請中央人民政府（國務院）決定。

### 中華民國
中華民國政府對官員的彈劾，依照中華民國所制定之憲法及憲法增修條文的規定可分為對總統與副總統的彈劾與對公務人員的彈劾兩種，其程序略有不同。

#### 對總統與副總統的彈劾
中華民國對總統與副總統的彈劾，原依《中華民國憲法》原始設計，由監察院提出彈劾案，國民大會決議。待李登輝總統上任後，曾多次推動修憲，將正副總統彈劾案改由立法院全體1/2以上的立法委員提議連署，全體2/3以上立法委員同意通過，決議即視為批准。彈劾案議決後，應依法送請司法院大法官組成之憲法法庭審理。憲法法庭審理後，若大法官有三分之二以上同意彈劾，彈劾案即為成立，立法院應諭知總統或副總統立即請辭。

#### 對其他公務人員的彈劾
監察院對於中央及地方公務人員，認為有違法或失職情事，得提出彈劾案。依《憲法增修條文》及《監察法》規定，彈劾案應經監察委員2人以上提議，並須經提案委員以外之監察委員9人以上之審查及決定成立後，送請懲戒法院審理。彈劾案之審查，應由全體監察委員按序輪流擔任，每案通知13人參加，其與該案有關係者應行迴避。審查結果，如不成立，而提案委員有異議時，得提請再審查，即將該彈劾案另付其他監察委員9人以上審查，為最後之決定。提出彈劾案時，如認為被彈劾人員違法或失職之行為情節重大，有急速救濟之必要者，得命其上級主管機關為急速救濟之處理；其違法或失職行為涉及刑事法律或軍法者，並應逕送各該管司法或軍法機關依法為適當之處理。監察院院長對於監察委員所提出之彈劾案，不得指使或干涉。監察院有關人員對於彈劾案在未經移付懲戒機關前，不得對外宣洩。惟經審查委員決議允以公布之案件，則於移付懲戒機關時，由監察院公布之。懲戒法院於收到被彈劾人答辯時，應即通知監察院，並轉知原提案委員。原提案委員如有意見，應於10日內提出，轉送懲戒法院。懲戒法院逾3個月尚未結辦者，監察院得質問之。

### 新加坡
根据《新加坡宪法》，如总统被证实犯下叛国、违反宪法或贪污等罪行，新加坡总理或四分之一的议员有权发起对总统的弹劾；弹劾程序将依照宪法进行。自建国以来，新加坡并未发生过任何一次总统弹劾案。

### 马来西亚
在馬來西亞，彈劾可在聯邦級或州級發生。《馬來西亞聯邦憲法》第43（4）條文說明，倘若首相失去國會下議院多數議員的信任，除非首相主動提出要求解散議會舉行選舉，否則首相需要隨同內閣一同辭職。

#### 彈劾首相程序
國會反對黨領袖或任何一名國會下議院議員可隨時向國會下議院議長提呈對首相的不信任動議，議長和下議院秘書處將會依據聯邦憲法和議會常規審議後批准或拒絕此動議。如果議長批准該動議提呈下議院，該動議將可被納入議程內進行辯論和表決。
對首相的不信任動議必須獲得國會下議院112名或以上議員的支持方可通過。不信任動議如果在國會下議院被表決通過，首相可選擇：
- 向最高元首請求解散議會舉行選舉；
- 與內閣成員一同辭職。

如果首相決定向最高元首請求解散議會，最高元首擁有同意或拒絕的權力。如果最高元首批准國會解散的請求，選舉委員會將會在國會解散後的60天內舉行聯邦級選舉；如果最高元首拒絕國會解散的請求，首相與內閣成員必須立即辭職。一旦首相與內閣成員辭職，最高元首將會委任一名獲得國會下議院多數議員信任的下議員擔任新任首相。

### 大韓民國
自1987年再度修改的大韓民國憲法實施後，總統的彈劾案，需經國會的議員三分之二多數通過，再交由憲法法院處理及審查。
1987年民主化以來，共有三任總統被國會彈劾，其中兩任被憲法法院判決通過並免職。
| 總統   | 國會彈劾       | 國會彈劾 | 憲法法院審判  | 憲法法院審判 |
| 總統   | 時間           | 結果     | 時間          | 結果         |
| ------ | -------------- | -------- | ------------- | ------------ |
| 盧武鉉 | 2004年3月12日  | 通過     | 2004年5月14日 | 駁回         |
| 朴槿惠 | 2016年12月9日  | 通過     | 2017年3月10日 | 通過         |
| 尹錫悅 | 2024年12月7日  | 未通過   | 2025年4月4日  | 通過         |
| 尹錫悅 | 2024年12月14日 | 通過     | 2025年4月4日  | 通過         |

### 阿根廷
在阿根廷，弹劾被称为“政治审判”（西班牙語：Juicio político）。根据阿根廷宪法第53条规定，众议院在出席议员三分之二多数同意时，可向参议院对“总统、副总统、内阁部长、部长、最高法院大法官”提出弹劾。
在弹劾国家元首时，阿根廷最高法院首席大法官将主持参议院。在参议院经三分之二多数表决，可宣告弹劾上述人员。
首起弹劾指控胡安·帕尔马，并在之后宣判无罪。此后，只有最高法院大法官或联邦法院法官被弹劾。后者在1994年宪法修正案被排除在国会弹劾程序中，而由审判委员会负责。
在1999年至2018年间，众议院弹劾委员会接收到231起弹劾请求，失职为其中多数理由。例如：克里斯蒂娜·费尔南德斯·德基什内尔任职期间收到七起弹劾指控，毛里西奧·馬克里两起以及帕特丽夏·布利里奇七起。绝大多数请求在委员会阶段就被否决，而最后一起成功的弹劾案发生在2003年内斯托尔·基什内尔政府期间，弹劾议案起草者爱德华多·杜阿尔德指控最高法院五名大法官涉嫌腐败：其中三人期间全部辞职，而另外两人（爱德华多·莫利内·奥孔诺和安东尼奥·博希亚诺）则被弹劾。

## 案例

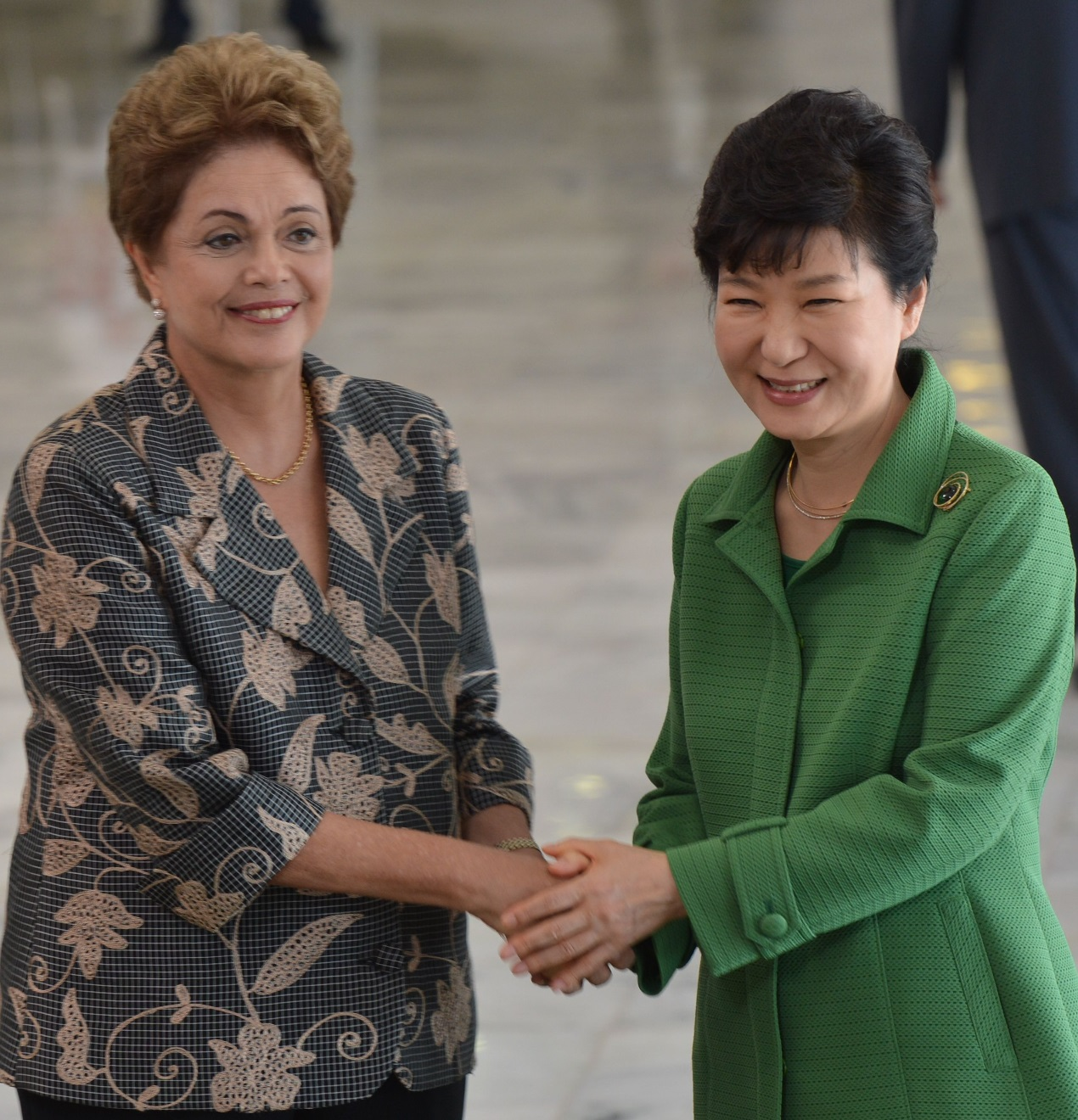
巴西前總統迪尔玛·罗塞夫 （左）和大韓民國前總統朴槿惠（右），兩位都是她們國家的首位女總統，但最終都被彈劾下臺。

### 彈劾成功而下台的國家領導人
- 中華民國副總統李宗仁 － 1954年
- 委内瑞拉总统馬科斯·佩雷斯·希門內斯 － 1993年
- 巴拉圭总统劳尔·库瓦斯·格劳 － 1999年
- 印度尼西亚总统阿卜杜拉赫曼·瓦希德 － 2001年
- 立陶宛总统罗兰达斯·帕克萨斯 － 2004年
- 巴拉圭总统費爾南多·盧戈 － 2012年
- 巴西總統迪爾瑪·羅塞夫 － 2016年
- 大韓民國總統朴槿惠 － 2017年
- 大韓民國總統尹錫悅 － 2025年

### 在彈劾階段辭職
- 美国总统理查德·尼克松 － 1974年
- 巴西总统费尔南多·科洛尔·德梅洛 － 1992年
- 以色列總統埃澤爾·魏茨曼 － 2000年

### 曾經被彈劾但失敗的國家領導人
- 美國總統安德魯·約翰遜 － 1868年
- 美國總統比爾·克林頓 － 1998年
- 大韓民國總統盧武鉉 － 2004年
- 美國總統唐納·川普 － 2020年、2021年
- 大韩民国代总统兼国务总理韩悳洙 － 2024年

### 彈劾成功而被褫奪公權的其他政治人物
- 中華民國臺灣省苗栗縣第10任縣長劉政鴻 － 2016年，因濫權貪污，遭監察院彈劾，後經懲戒法院判決予以治罪[12] [13]
- 美國伊利諾伊州第40任州長羅德·布拉戈耶維奇 － 2009年因貪污指控，遭州議會以絕對多數彈劾下台